# Yamato Wakatsuki
Yamato Wakatsuki (jap. 若月 大和, Wakatsuki Yamato; * 18. Januar 2002 in der Präfektur Gunma) ist ein japanischer Fußballspieler. 

## Karriere
Yamato Wakatsuki erlernte das Fußballspielen in den Jugendmannschaften von Liberty Omama SC und Mebashi SC sowie in der Schulmannschaft der Kiryu Daiichi High School. Von dieser Schule wurde er von März 2019 bis Januar 2020 an Shonan Bellmare ausgeliehen. Der Verein aus Hiratsuka, einer Großstadt im Süden der Präfektur Kanagawa, spielte in der höchsten Liga des Landes, der J1 League. Hier absolvierte er als Jugendspieler ein Spiel in der ersten Liga. Nach Ende der Ausleihe wurde er im Januar von Shonan Bellmare fest verpflichtet. Im gleichen Monat wechselte er auf Leihbasis zum FC Sion in die Schweiz. Mit dem Verein aus Sitten spielt er in der ersten Schweizer Liga, der Super League. Januar 2022 kehrte er nach der Ausleihe nach Japan zurück. Im Januar 2024 wechselte er in die zweite Liga, wo er einen Vertrag bei Renofa Yamaguchi FC unterschrieb. Bei dem Verein aus Yamaguchi stand er eine Spielzeit unter Vertrag. Hier bestritt er 34 Zweitligaspiele. Im Januar 2025 nahm ihn der Erstligist Albirex Niigata aus Niigata unter Vertrag.